# A Star Is Born (1937)
A Star Is Born is een Amerikaanse muziekfilm uit 1937 onder regie van William A. Wellman.
De film behaalde zeven Oscarnominaties en behaalde er een : de Oscar voor beste verhaal.

## Verhaal
Filmster en alcoholist Norman Maine ontdekt een nieuw talent: hij ziet wel wat in de jonge zangeres Esther. Hij maakt een actrice van haar en ze trouwen. Esther, alias Vicki, is al snel een beroemdheid. Als zij na een tijdje beroemder wordt dan hij, en hij steeds minder populair wordt, gaat hij steeds meer drinken.

## Rolverdeling
| Acteur          | Personage                               |
| --------------- | --------------------------------------- |
| Janet Gaynor    | Esther Victoria Blodgett / Vicki Lester |
| Fredric March   | Norman Maine                            |
| Adolphe Menjou  | Oliver Niles                            |
| May Robson      | Grootmoeder Lettie                      |
| Andy Devine     | Daniel McGuire                          |
| Lionel Stander  | Matt Libby                              |
| Owen Moore      | Casey Burke                             |
| Peggy Wood      | Miss Phillips                           |
| Elizabeth Jenns | Anita Regis                             |
| Edgar Kennedy   | Pop Randall                             |